# Dragskåp

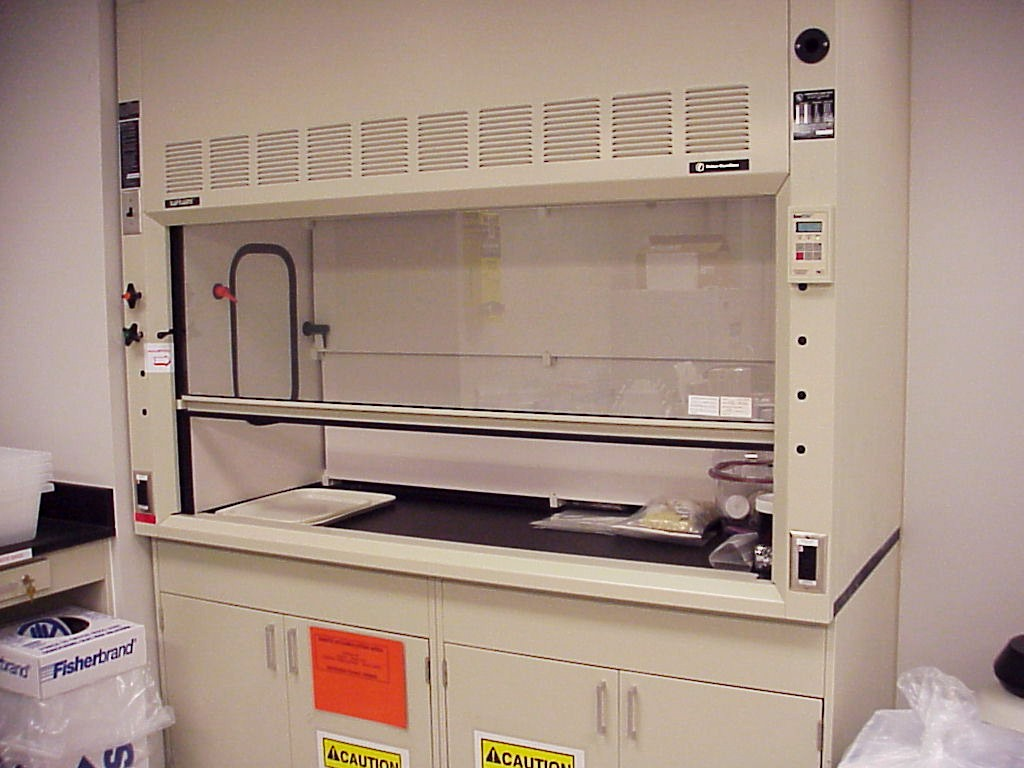
Ett modernt dragskåp

Ett dragskåp är ett skåp, ofta i plexiglas,[källa behövs] med stark ventilation. Dragskåp används i kemiska och biologiska laboratorier för hantering av farliga kemikalier för att skydda användare från exponering för farliga ämnen. Dragskåpet är utformat för att suga in luft och därmed förhindra att ångor, gaser, damm och andra farliga partiklar sprids i laboratoriemiljön.

## Hur fungerar ett dragskåp
- Sugfunktion: Dragskåpet är utrustat med en fläkt som skapar en luftström in i skåpet och ut genom ett ventilationssystem. Denna luftström drar de potentiellt farliga ämnena bort från användaren.

- Skyddsbarriär: Framsidan av dragskåpet har oftast en genomskinlig vertikal skjutlucka som användaren kan justera för att öppna eller stänga tillgången till det inre av skåpet. När luckan är delvis öppen kan användaren hantera material inuti skåpet samtidigt som ett skydd upprätthålls.

- Filtrering och ventilation: Beroende på typ av dragskåp och de risker som hanteras, kan luften som ventileras ut från skåpet antingen ledas direkt ut ur byggnaden eller filtreras genom olika typer av filter för att fånga upp skadliga partiklar och gaser innan luften släpps ut i omgivningen.

Funktioner som brukar finnas i ett dragskåp:
- Ventilation
- Höj- och sänkbar skiva av genomskinligt material
- Slask
- Ventiler som reglerar flöde av 
  - Vatten
  - Avjoniserat eller destillerat vatten
  - Tryckluft
  - Brännbar gas
  - Vakuum
  - Kvävgas
- Arbetsyta
- Belysning
- Eluttag

## Användningsområden
Dragskåp används i många typer av laboratorier där det finns risk för exponering av kemiska, biologiska eller radioaktiva ämnen. De är essentiella för säker hantering av:
- Kemikalier och lösningsmedel
- Patogener och biologiska prover
- Radioaktiva material